# Arengpalm
De arengpalm of suikerpalm (Arenga pinnata, synoniem: Arenga saccharifera) is een economisch belangrijke palm, die van nature voorkomt in tropisch Azië van Oost-India tot Maleisië, Indonesië en de Filipijnen. Andere namen zijn 'Gomuti Palm', 'Aren', 'Irok' en 'Kaong'.
Het is een tot 20 m hoge palm, waarvan de stam bedekt blijft met de oude bladvoeten. De veervormige bladeren zijn 6–12 m lang en 1,5 m breed met een tot zes rijen, 40–70 cm lange en 5 cm brede blaadjes. De halfronde, 7 cm grote vrucht verkleurt bij het rijp worden van groen naar zwart.

## Toepassingen
Het sap wordt voor commercieel gebruik gewonnen in Oost-Azië en wordt in India 'gur' genoemd. Uit het sap wordt suiker gewonnen. Het sap wordt ook gefermenteerd in azijn en palmwijn. De vrucht wordt ook gegeten, maar moet wel worden bereid omdat het sap en het vruchtvlees vers bijtend zijn.
Uit de vruchten van de boom kan ook bio-ethanol gewonnen worden, iets wat in toenemende mate gebeurt.
Uit de bladeren van de palm worden vezels gewonnen voor het produceren van borstels.